# Hudson Leick
Heidi Hudson Leick (Cincinnati, Ohio, 1969. május 9. –) amerikai színésznő, jógaoktató.
Legismertebb szerepe Callisto a Xena: A harcos hercegnő című televíziós sorozatban. A színészet mellett hivatásos jógaoktató és intuitív tanácsadó a New York-i Healing Heart Yoga Centernél.

## Életrajz
Az Ohio állambeli Cincinnatiben született. Középiskolás évei alatt elköltözött a New York állambeli Rochesterbe, ahol a Neighborhood Playhouse Acting Schoolba járt. Pályafutását modellként kezdte Japánban, de úgy döntött, hogy inkább a színjátszásra koncentrál. Színészkurzusokat vett. 1992-ben a CBS Schoolbreak Special sorozatának egyik epizódjában tűnt fel. A következő évben a Law & Order egyik részében szerepelt: Tracy Stone-t formálta meg. 1994-ben a University Hospitalben játszott ápolónőt, majd a virtuális valóságtervezőként, Hannah-ként megjelent a Knight Rider 2010 című filmben.
Nagy áttörése 1995-ben jött el, amikor szerepet nyert a Melrose Place tíz epizódjában. Néhány kisebb szerep után (Hijacked: Flight 285, Dangerous Cargo) Robert Tapert kiválasztotta Callisto szerepére a Xena: A harcos hercegnő című sorozatba. Szintén Callistót alakította három epizódban a Herkules című sorozatban, valamint két epizódban Liz Friedman forgatókönyvírót játszotta el.
2000-ben bejelentette, hogy nem szerepel több Xena- és Hercules-epizódban, mert szükségét érezte, hogy Callistótól eltérő karaktereket is megformáljon. 1999-től több filmben és sorozatban is szerepelt, valamint számítógépes játékokhoz kölcsönözte hangját.
A Kaliforniai Jógaoktatók Szövetségének (California Yoga Teacher Association) tagja, és a Healing Heart Yoga Center tanácsadója.

## Filmográfia
Az alábbi összefoglalóban Hudson Leick szerepei a filmek eredeti címével vannak feltüntetve.

### Filmek (mozi)
| Év   | Cím                 | Szerep        | Megjegyzés |
| ---- | ------------------- | ------------- | ---------- |
| 1996 | Dangerous Cargo     | Carla         |            |
| 1997 | After the Game      | Grace         |            |
| 1998 | Denial              | Deborah       |            |
| 1999 | Blood Type          | Tiffanie      |            |
| 1999 | Chill Factor        | Vaughn        |            |
| 2001 | Cold Heart          | Julia         |            |
| 2008 | One, Two, Many      | Darla         |            |
| 2008 | Unconditional       | Alice         | rövidfilm  |
| 2010 | Paris Connections   | Coco De Ville |            |
| 2011 | All It Will Ever Be |               | rövidfilm  |
| 2013 | Mid Life Gangster   |               |            |

### Sorozatok, tévéfilmek
| Év        | Cím                              | Szerep                  | Epizód                            |
| --------- | -------------------------------- | ----------------------- | --------------------------------- |
| 1992      | CBS Schoolbreak Special          | Stephanie               | "Sexual Considerations"           |
| 1993      | Law & Order                      | Kathy Rogers            | "Black Tie"                       |
| 1994      | Knight Rider 2010                | Hannah Tyrie            | TV-film                           |
| 1995      | University Hospital              | Tracy Stone             | (9 epizód)                        |
| 1995      | Melrose Place                    | Shelly Hanson           | (10 epizód)                       |
| 1996      | Hijacked: Flight 285             | Shayna Loring           | TV-film                           |
| 1996-2000 | Xena: Warrior Princess           | Callisto                | (12 epizód)                       |
| 1997      | Touched by an Angel              | Celeste                 | "Angel of Death", "Labor of Love" |
| 1997-1999 | Hercules: The Legendary Journeys | Callisto / Liz Friedman | (5 epizód)                        |
| 1998      | 7th Heaven                       | Ms. Hunter              | "Homecoming"                      |
| 1999      | Safe Harbor                      | Delores                 | "One More Time: The Great Escape" |
| 2003      | Fastlane                         | Randi                   | "101"                             |
| 2003      | Tru Calling                      | Rebecca Morgan          | "Pilot"                           |
| 2005      | CSI: Crime Scene Investigation   | Dr. Jeri 'Buffy' Cohen  | "Bite Me"                         |
| 2006      | A.I. Assault                     | Tiffany Smith           | TV-film                           |
| 2007      | Hallowed Ground                  | Sarah Austin            |                                   |
| 2007      | Nip/Tuck                         | Fake Wendy              | "Dr. Joshua Lee"                  |
| 2008      | Shark                            | Cindy Broyles           | "Bar Fight" (törölt jelenetek)    |
| 2010      | Law & Order: LA                  |                         | "Playa Vista"                     |

### Videójátékok
| Év   | Cím                | Szerep              | Konzol        |
| ---- | ------------------ | ------------------- | ------------- |
| 2003 | Primal             | Jennifer 'Jen' Tate | PlayStation 2 |
| 2003 | Lords of Everquest | Lady Leisen         | PC            |

## Fordítás
- Ez a szócikk részben vagy egészben  a   Hudson Leick című angol Wikipédia-szócikk fordításán alapul.  Az eredeti cikk szerkesztőit annak laptörténete sorolja fel. Ez a jelzés csupán a megfogalmazás eredetét és a szerzői jogokat jelzi, nem szolgál a cikkben szereplő információk forrásmegjelöléseként.

## További információ
- Hivatalos oldal
- Hudson Leick a PORT.hu-n (magyarul)
- Hudson Leick az Internetes Szinkronadatbázisban (magyarul)
- Hudson Leick az Internet Movie Database-ben (angolul)
- Hudson Leick a Rotten Tomatoeson (angolul)